# Laure Gatet
Laure Gatet (născută Laure Constance Pierrette Gatet; n. 19 iulie 1913, Boussac-Bourg, Limousin, Franța – d. 25 februarie 1943, Lagărul de exterminare Auschwitz-Birkenau, Germania Nazistă), a fost o farmacistă, biochimistă și militantă în Rezistența franceză, în timpul celui de-Al Doilea Război Mondial.
După ce a frecventat mai multe școli din sud-vestul Franței, în principal la Périgueux și la Bordeaux, Laure Gatet a făcut studii farmaceutice, apoi s-a orientat spre cercetări în biochimie. În timpul ocupației Franței de către Germania Nazistă în timpul celui de-Al Doilea Război Mondial, a intrat în rețeaua de rezistență Confreria Notre-Dame⁠(d) ca agentă de legătură a organizației de rezistență Franța Liberă⁠(d), înființată de generalul Charles de Gaulle în exil la Londra. A efectuat mai ales acțiuni de propagandă și de schimburi de informații între Franța și țările vecine. Activitatea ei fiind descoperită de poliția germană, a fost arestată în seara zilei de 10 iunie 1942, deținută în mai multe închisori, apoi deportată în lagărul de concentrare Auschwitz, unde a murit.

## Biografie

### Copilăria și începuturile școlarității

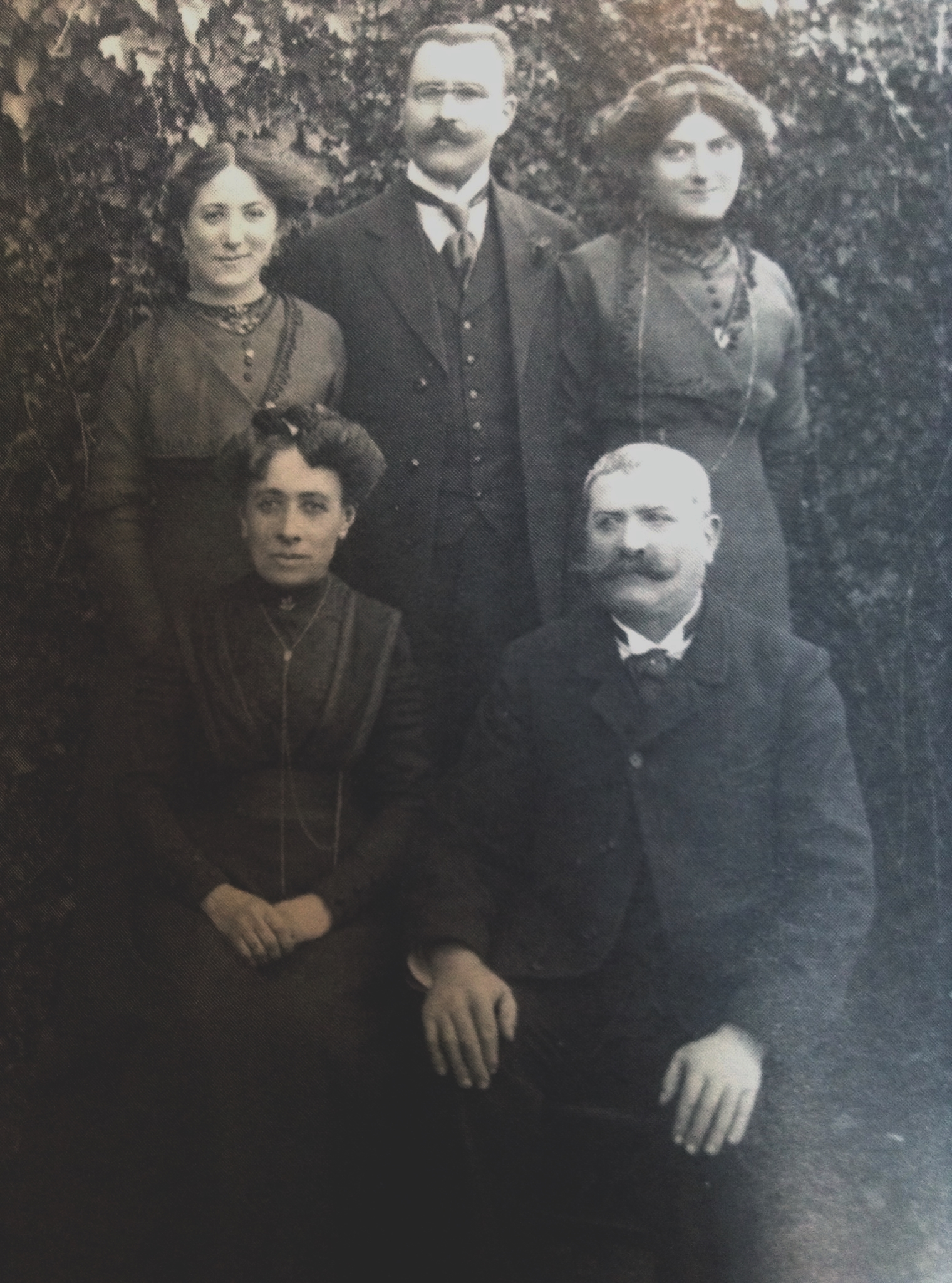
Familia Malassenet-Gatet către 1912. În picioare, de la stânga la dreapta: Laure Marie Malassenet, mătușa Laurei Gatet; Louis Eugène Gatet, tatăl Laurei; Marguerite Agathe, mama Laurei. Șezând, de la stânga la dreapta: Laure Marie Martin, soția lui Félix Malassenet și bunica dinspre mamă a Laurei; Félix Malassenet, bunicul dinspre mamă al Laurei

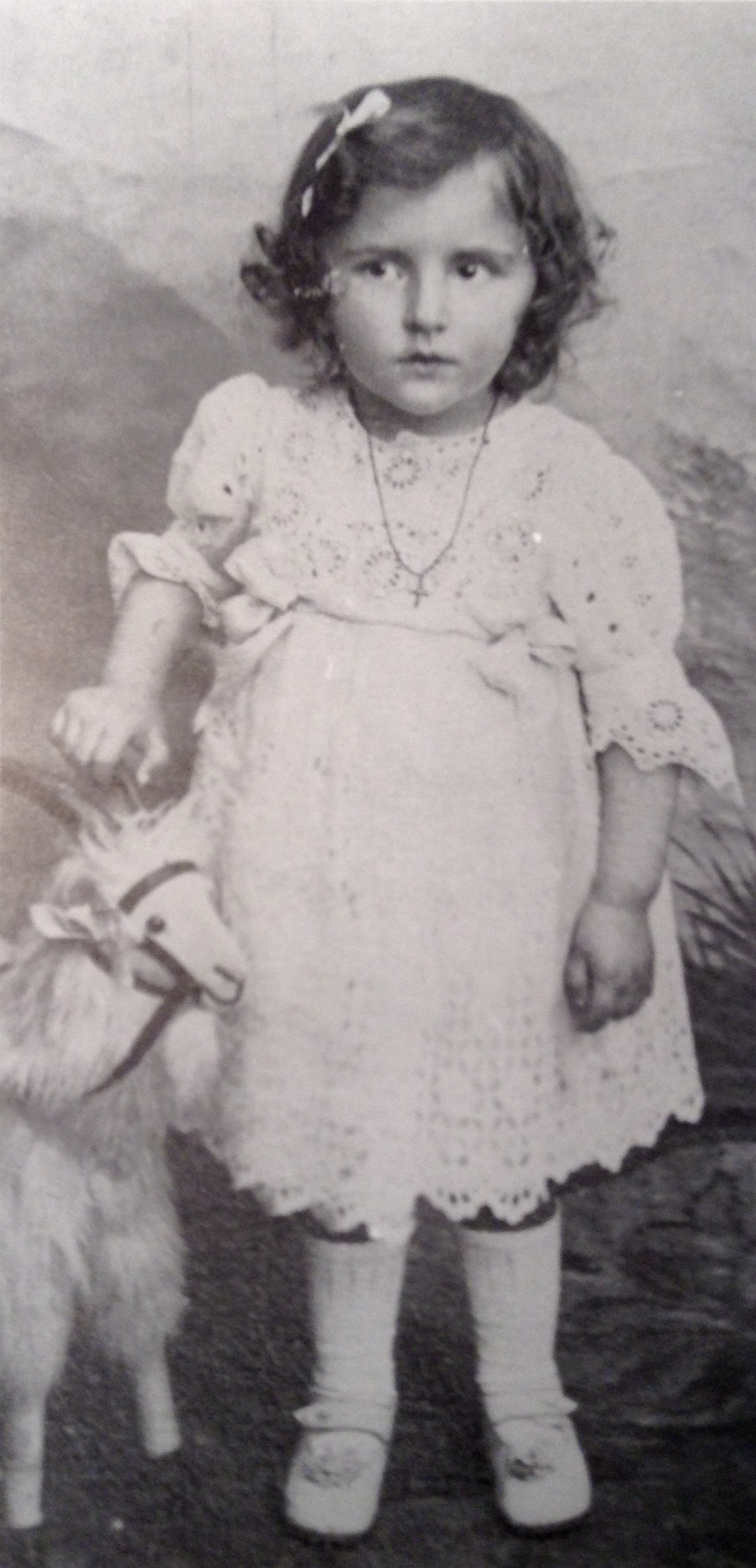
Laure Gatet la vârsta de doi ani

Laure Constance Pierrette Gatet s-a născut în suburbia la Maison-Dieu din orașul Boussac-Bourg din departamentul Creuse, la 19 iulie 1913, în casa bunicilor ei dinspre mamă. Bunicul Laurei, Félix Malassenet, primar al comunei timp de circa 30 de ani, este cel care a emis certificatul ei de naștere. Familia ținea la instruire: mama și mătușa Laurei Gatet au frecventat liceul de fete, au obținut certificatul de studii secundare, apoi și brevetul de capacitate al Școlii Normale Primare, care pregătea învățători. Tatăl ei a devenit învățător, apoi inspector, apoi director de Școală Normală Primară.
Laure Gatet a fost o elevă strălucită la școala primară, în ciuda schimbărilor succesive de școli cauzate de transferările tatălui ei. Mai întâi a frecventat școala primară de fete din piața Villeneuve din suburbie, între 1920 și 1924, apoi școala din oraș, în 1925. În aprilie 1925 a intrat la colegiul de fete din Aurillac (departamentul Cantal). La 27 iunie 1925 a obținut certificatul de studii primare. A fost scutită de clasa a șasea și și-a început studiile secundare direct în clasa a cincea, în 1925-1926. A continuat cu clasa a patra la colegiul de fete. În acei ani a fost distinsă cu mai multe recompense. De exemplu, în februarie 1926, datorită rezultatelor ei la examenul de absolvire a colegiului, societatea Peugeot i-a oferit o bicicletă.
În ianuarie 1928, tatăl Laurei Gatet, Louis Eugène, a fost numit director al Școlii Normale de Institutori din Périgueux, funcție pe care o va avea timp de 14 ani. Laure Gatet s-a înscris la Colegiul de Fete din Périgueux. Directoarea acestuia își va aminti de ea într-o scriere din 1947, descriind-o ca „[...] o fetiță brunetă, înaltă, foarte înaltă pentru vârsta ei și foarte dreaptă, dreaptă ca o spadă, care mă măsura din priviri cu o atenție gravă”.
Din clasa a III-a până la cea terminală, Laure Gatet a fost una din elevele cele mai recompensate din școală. Citată de multe ori pe tabelul de onoare, a fost felicitată de consiliul de disciplină pentru purtarea ei ireproșabilă. A obținut certificatul de studii secundare la sfârșitul clasei a III-a. În clasa a II-a a obținut premiul I pentru rezultate deosebite la matematică și limba engleză, dar a fost foarte bună și la literatură, fizică-chimie, istorie-geografie, limba spaniolă, limba latină și arte plastice. A învățat tot atât de bine și în clasa I. La 10 iulie 1947, France-Aimée Galandy, directoarea instituției devenită liceu de fete în 1937, va sublinia în discursul ei de inaugurare a plăcii în memoria Laurei Gatet că aceasta era „o elevă ideală, care știa să asculte și să înțeleagă, a cărei personalitate se afirma [...] prin seriozitate [...], o deosebită regularitate la învățătură și succese la toate materiile. [...] Echilibrul perfect al spiritului său, munca sa metodică, rezistența ei fizică atrăgeau felicitările trimestriale ale consiliului de disciplină. [Era] dintre cele pe care examenele nu le prind nepregătite și care obțin bacalaureatul cu mențiune.

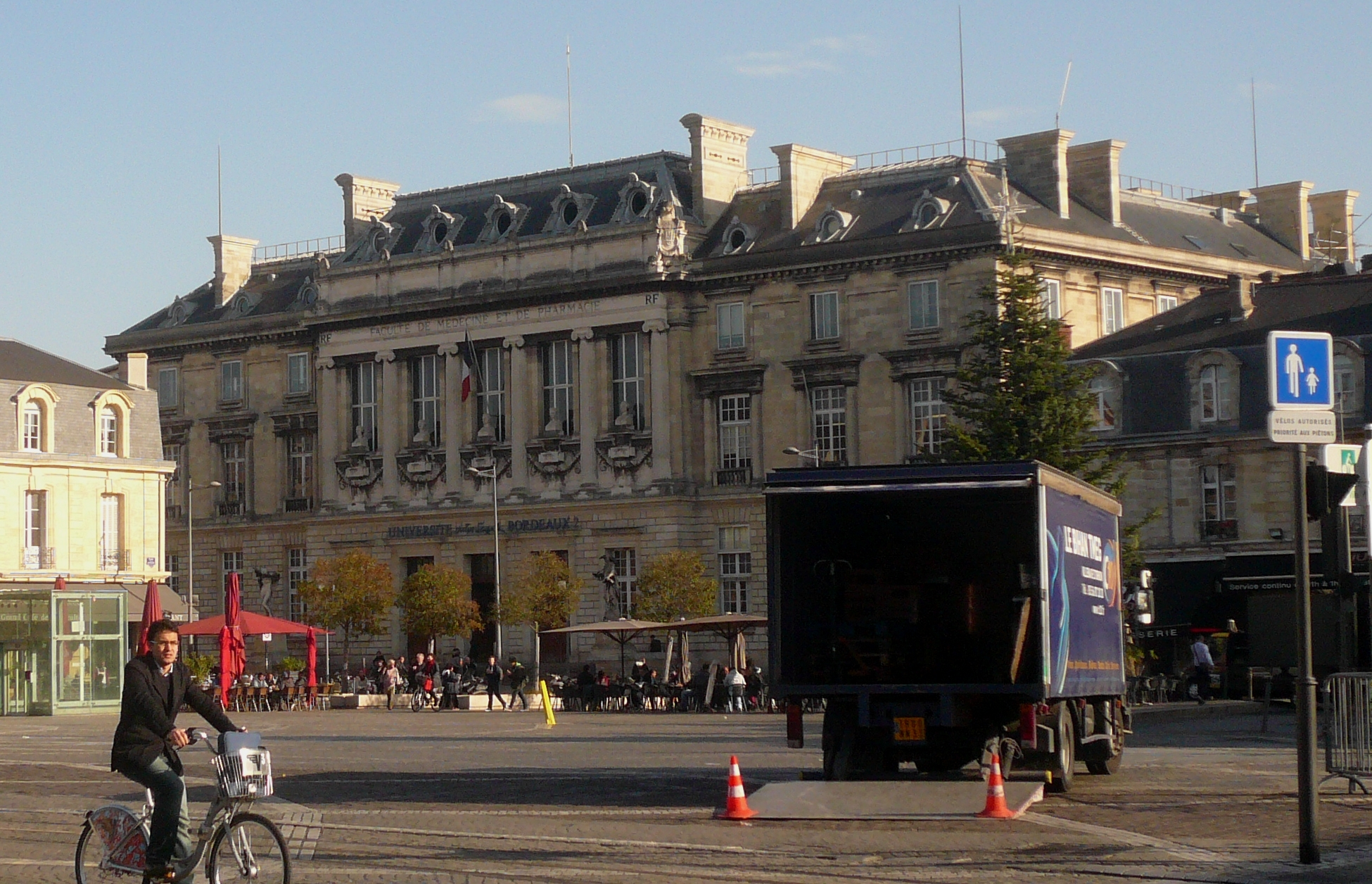
Facultățile de Științe și de Litere din Bordeaux, unde a dat examenul de bacalaureat Laure Gatet

La 11 iulie 1930, Laure Gatet a dat seriile A' și B ale primelor probe ale bacalaureatului la Universitatea din Bordeaux, unde a obținut la ambele mențiunea „destul de bine”. În 1931, în clasa terminală a fost din nou distinsă, pentru rezultatul la istorie, cu un premiu special oferit de comitetul de organizare al Expoziției coloniale internaționale⁠(d) din acel an, iar în luna iulie a aceluiași an, rezultatul ei strălucit la partea a doua a bacalaureatului i-a deschis drumul către universitate. Cu câteva luni mai înainte, în aprilie, Laure fusese aleasă președintă a Horizon, o cooperativă înființată „pentru întărirea legăturilor create între elevi” și pentru a organiza diverse cluburi culturale. Laure a intrat după aceea la Universitatea din Bordeaux, fără să piardă legătura cu Colegiul de Fete din Périgueux. Astfel, în vacanța de Paști din 1936, a vizitat Spania împreună cu fostele ei profesoare.

### Studiile superioare
Laure Gatet s-a hotărât să facă studii de farmacie, studiile de științe cele mai curente la absolventele de bacalaureat din epocă. A început cu un stagiu obligatoriu, din iulie 1931 până în octombrie 1932, în farmacia din piața primăriei din Périgueux. După spusele unei salariate a farmaciei și prietenă a Laurei, era primită anual o stagiară și activitatea ei era cea a unui preparator.
După acest stagiu, Laure a urmat cursurile la Facultatea de Medicină și Farmacie din Bordeaux și a obținut diploma de farmacie în 1936. Între timp începuse să urmeze cursurile pentru licența în științele naturii la Facultatea de Științe, obținând certificatul de mineralogie în iunie 1935, cel de chimie biologică în iunie 1936 și cel de botanică în 1938.
Nefiind atrasă de profesia de farmacist, Laura a hotărât până la urmă să se orienteze către biochimie și, la sfârșitul lui 1936, a fost primită în laboratorul de chimie fiziologică a profesorului Louis Genevois⁠(d), la Facultatea de Științe. Acolo a lucrat la teza de doctorat și a colaborat la articole științifice cu diverși colegi, mai ales Pierre Cayrol, specialist în drojdii, fost doctorand în același laborator.
Teza Laurei Gatet tratează despre procesul de maturare a strugurilor. Subiectul corespundea atât obiectivelor laboratorului, cât și Laurei, al cărei bunic din partea tatălui era viticultor. Pe baza a trei tipuri de struguri albi și roșii din departamenetele Gironde și Cher recoltați între 1936 și 1938, Laure Gatet a dezvoltat numeroase preparații, metode și amestecuri, pentru a duce la bun sfârșit acest studiu în următorii doi ani. A susținut teza la 23 februarie 1940. Această lucrare de calitate a fost publicată și în revista Annales de Physiologie et de Physicochimie biologique. La 12 iunie 1946, Oficiul Internațional al Vinului o va recompensa post-mortem cu un premiu de 5.000 de franci. În afară de teza de doctorat, Laure Gatet a mai fost și coautoarea unui articol de specialitate.
Nefiind salariată, Laure Gatet a trebuit să fie susținută financiar de familia ei din 1931 până în 1938. În timpul anului universitar 1938-1939, fundația Schutzenberger i-a oferit o bursă de 10.000 de franci pentru tot anul. Apoi a fost subvenționată de Casa Națională a Cercetării Științifice⁠(d) (CNRS), creată în 1935, cu o jumătate de bursă de 12.500 de franci. Pentru anul 1940-1941 a primit din nou o subvenție de 12.500 de franci, sumă pe care a menționat-o în cererea de reînnoire ca insuficientă ca să-și continue cercetările la Bordeaux, pe când familia ei era în așa-zisa „zonă liberă⁠(d)” și îi era greu să o ajute financiar. Datorită farmacologului René Fabre, va obține până la urmă o bursă completă, de 24.000 de franci, începând cu 1941. Bursa CNRS va fi reînnoită pentru 1942-1943 căci, după arestarea Laurei, profesorul Louis Genevois, apoi mătușa ei (după 30 martie 1945, când profesorul va pleca în armată), neștiindu-se că Laure nu mai trăia, vor cere și vor obține menținerea bursei.

### Intrarea în Rezistență
La Bordeaux, înainte de război, Laure Gatet militase într-un grup catolic condus de părintele iezuit Antoine Dieuzayde⁠(d). Mulți membri ai săi participaseră la o tabără catolică de vacanță în apropiere de Barèges, în care se organizase o ajutorare a refugiaților republicani învinși în Războiul Civil Spaniol. În iunie 1940, după începutul invaziei Franței de către armata germană, părintele Dieuzayde și majoritatea membrilor grupului discutau despre ce ar putea face ca acte de rezistență. Laure asista în mod regulat la reuniunile lor.

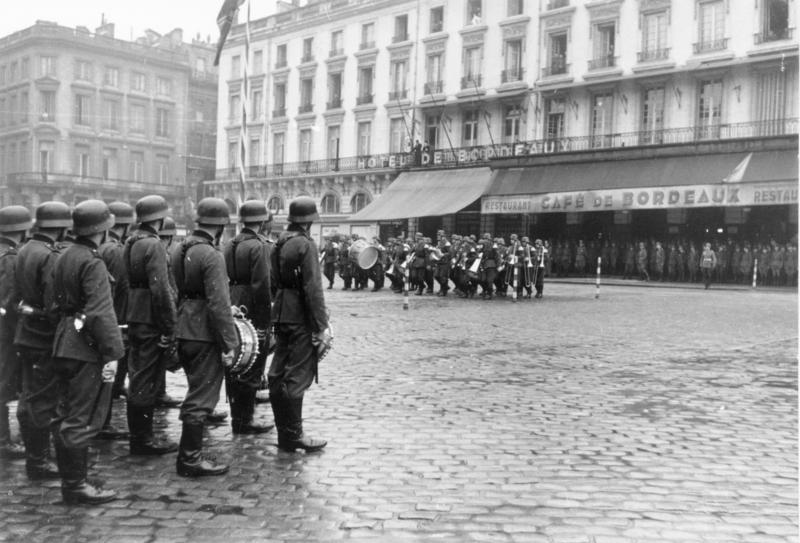
Fanfară a Wehrmachtului în piața Comediei din Bordeaux, în 1942

Laure Gatet era la Bordeaux împreună cu mătușa ei în timpul bombardamentului din noaptea de 19-20 iunie 1940, și s-a întors mai întâi la Périgueux. După cum va spune mama ei în 1955, „Laure mai spera că Franța va fi salvată, [...] nu accepta capitularea. Deseori, seara, o auzeam plângând”.
Tânăra s-a întors totuși să locuiască la Bordeaux, la mătușa ei, când a fost ocupat orașul în octombrie 1940, și s-a angajat, prin intermediul colegului ei Pierre Cayrol, în activitatea de propagandă împotriva naziștilor. Laboratorul în care lucra acesta și Laure era un cuib de rezistență împotriva ocupanților. În ianuarie 1941, Laure a intrat în rețeaua de rezistență și informații a Confreriei Notre-Dame (CND), condusă la Bordeaux de maiorul Jean Fleuret. Colegii din laborator nici nu bănuiau că Laure își asuma cu brio, după spusele maiorului, rolul de agent de legătură. În același timp continua activitățile de propagandă împotriva ocupantului. Combinarea acestor două activități era deosebit de periculoasă, după cum va scrie Louis Genevois în 1982. Laure Gatet și ceilalți militanți din rețeaua CND se întâlneau în fiecare duminică dimineață pe calea Victor Hugo din Bordeaux. Fiecare comunica celorlalți informațiile obținute. Acestea puteau fi transmise la Londra, agenților din zona liberă sau la frontierele țării, printre alții datorită Laurei. Ea ascundea documentele secrete în cutii de praf de curățat. A obținut permis de liberă trecere peste linia de demarcație între zona ocupată și cea liberă, cu motivul că părinții ei locuiau în aceasta, la Périgueux. În acea perioadă, germanii controlau deseori ce avea asupra ei, dar nu găseau nimic compromițător.
Totuși, la 10 iunie 1942, Laure Gatet și alți 33 de membri ai rețelei CND au fost arestați. Un agent de legătură al rețelei pentru Paris, arestat la 29 sau 30 mai și torturat, a recunoscut existența rețelei și a dat mai multe nume. Era ora 5 dimineața când trei ofițeri ai Sicherheitsdienst (SD) îmbrăcați civil au venit la locuința Laurei, au percheziționat casa timp de trei sau patru ore, apoi au arestat-o.

### Detenția

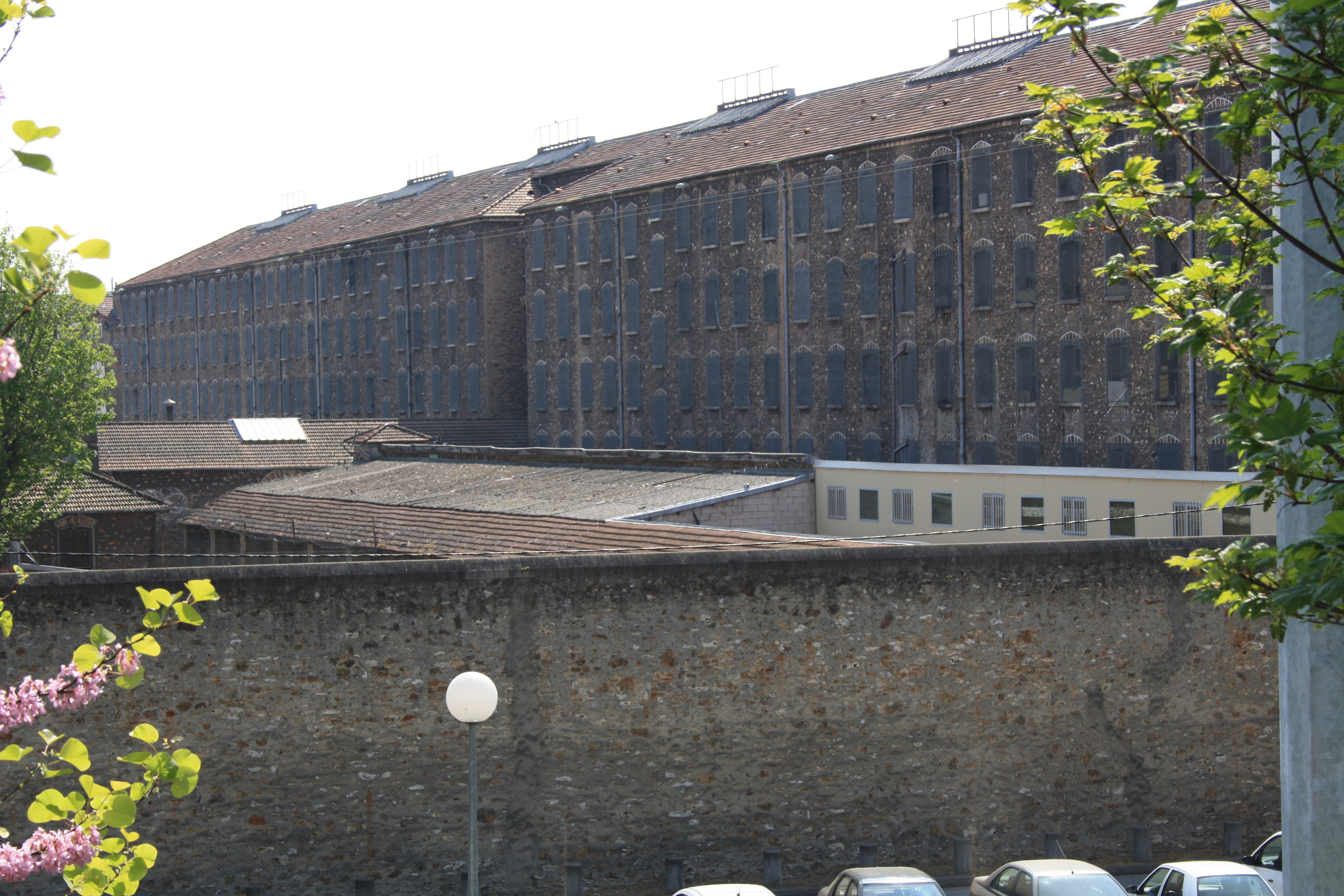
Închisoarea din Fresnes, de lângă Paris, în 2011

După arestare, Laure Gatet a fost transferată la cazarma Boudet, apoi la fortul Le Hâ⁠(d) din Bordeaux, unde a fost deținută trei zile și interogată de mai multe ori fără să denunțe pe nimeni. Încă din ziua arestării, mătușa sa Laure Marie a mers la comisariatul central al poliției franceze pentru a afla știri despre nepoata ei. De acolo au trimis-o la comandamentul militar german, unde un ofițer a informat-o despre locul de detenție al Laurei, asigurând-o că are condiții de viață bune. Mătușa a căutat sprijin pentru a o elibera, dar fără succes. La 15 iunie 1942 a încercat să o viziteze, dar Laure nu mai era în fort, după cum dovedește un raport de poliție din 16 iunie. În altul, din 29 iunie, se menționa că a fost trimisă înapoi în oraș, dar la 3 iulie, mătușa a primit o adresă care o informa că Laure era deținută la închisoarea Santé⁠(d) din Paris încă de la 14 iunie. A comunicat mult timp cu familia, primind scrisori și pachete. Nu a amintit niciodată despre situația ei în închisoare și nu părea neliniștită.
La 15 octombrie 1942, Laure Gatet a fost transferată la închisoarea din Fresnes și nu a mai putut comunica cu apropiații ei. A fost din nou mutată, de astă dată la fortul Romainville⁠(d) din Les Lilas, la 12 ianuarie 1943. După șapte zile a trimis o scrisoare familiei, în care o înștiința că starea ei este bună.

### Deportarea

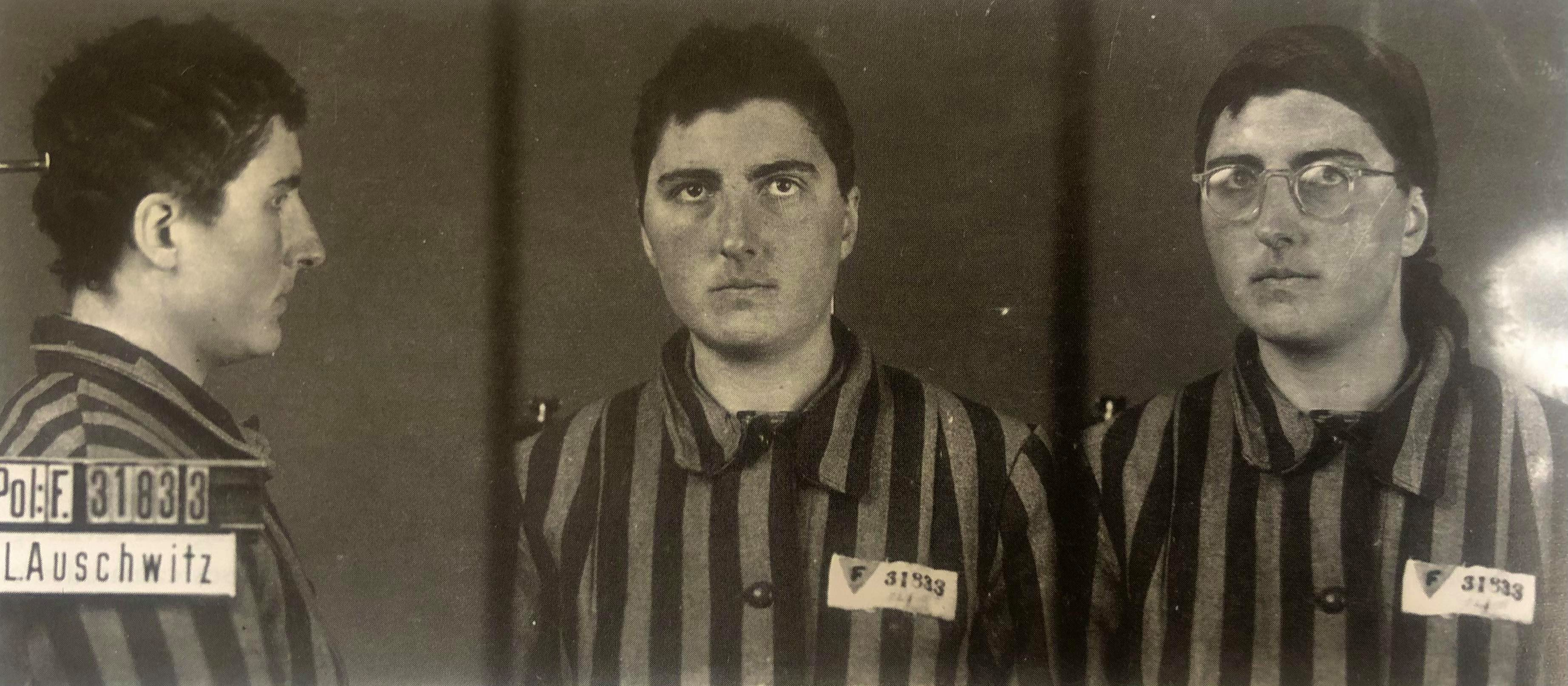
Laure Gatet, cu numărul de deținut 31833, fotografiată la Auschwitz I, la 3 februarie 1943

La 23 ianuarie 1943, Laure Gatet și încă 21 de deținute au fost transferate din fortul Romainville în lagărul Royallieu⁠(d) din Compiègne, unde fuseseră aduse și alte sute de femei din diverse locuri de detenție. În majoritate erau intelectuale și/sau membre și simpatizante ale Partidului Comunist Francez. Erau printre ele, de pildă, Danielle Casanova⁠(d) și Charlotte Delbo⁠(d). Mai erau și câteva gaulle-iste, ca și Laure Gatet. La 24 ianuarie, 230 de deținute au fost duse la gara din Compiègne și înghesuite împreună cu 1.200 de bărbați deținuți închiși în vagoane din ziua precedentă. Drumul a durat trei zile, timp în care au suferit de frig și de foame. Bărbații au fost duși în lagărul de concentrare Oranienburg⁠(d), de lângă Berlin, iar femeile mai departe, în Polonia, la Auschwitz, deși ca rezistente sau ca deținute de drept comun nu erau teoretic destinate să fie duse într-un lagăr de exterminare, ci în lagărul de concentrare Ravensbrück. Istoricii nu vor reuși să explice în mod rațional această excepție altfel decât printr-o eventuală eroare administrativă. Au mai fost numai două transporturi de deținute politice către Auschwitz.
La deschiderea vagoanelor, Laure Gatet și celelalte femei au fost conduse de SS-iști pe jos în lagărul de femei din Auschwitz II (Birkenau). Când au intrat în lagăr, știind că aveau puține șanse să scape de acolo, au cântat în cor La Marseillaise.
Laure Gatet a fost înregistrată cu numărul de deținut 31833, care i s-a tatuat pe antebrațul stâng. Împreună cu celelalte femei, a fost pusă în carantină în blocul 14. Nefiind scoase la muncă, primeau și mai puțină mâncare decât deținuții mai vechi, ceea ce a provocat moartea a zece deținute dintre cele mai în vârstă. Celelalte au fost duse după carantină în lagărul principal Auschwitz I. Condițiile de viață erau din ce în ce mai rele pentru toți deținuții. La 24 ianuarie 1943, orice comunicare între Laure și familia ei a fost întreruptă. Aceasta a încercat fără rezultat să o elibereze, trimițând adrese la diverse autorități.

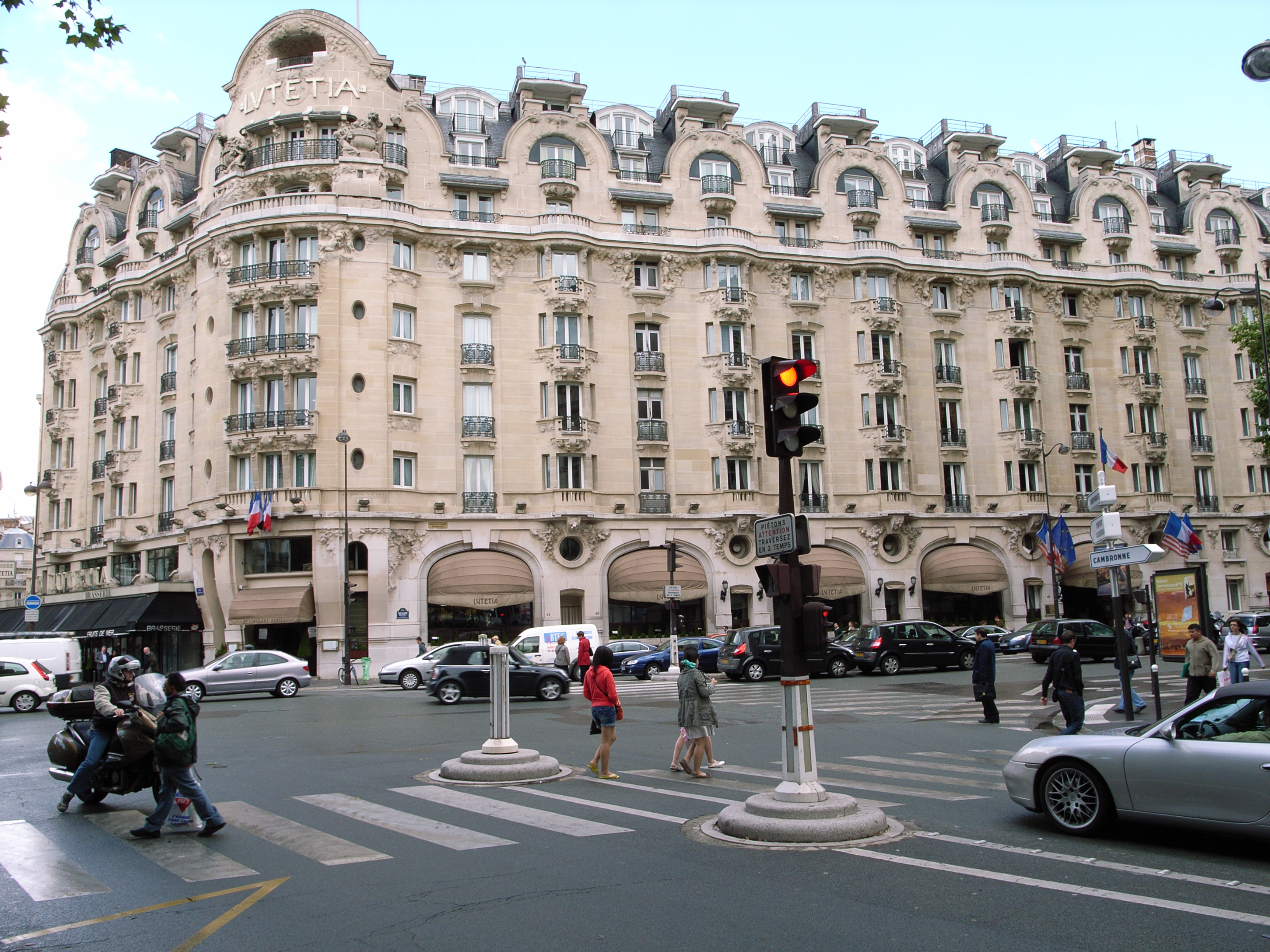
din Paris, unul din principalele locuri unde erau aduși deportații francezi supraviețuitori repatriați la sfârșitul celui de-Al Doilea Război Mondial

În februarie 1943, o secretară a lagărului a trecut printre rândurile deținuților căutând biologi, botaniști și chimiști, ca să se formeze Kommando Raisko, o echipă de lucru pentru un program de cercetare asupra plantei Taraxacum kok-saghyz, o specie înrudită cu păpădia. Germania ducea lipsă de cauciuc în contextul războiului, or rădăcina acestei plante este bogată în latex, din care se poate face cauciuc. Laure a fost desemnată împreună cu alte patru deținute pentru acest Kommando, care era dintre cele ce dădeau cele mai mari șanse de supraviețuire, dar a murit înainte de formarea acestuia, probabil la 25 februarie 1943, fiind bolnavă de dizenterie. De altfel, peste 79% din femeile din transportul ei nu au supraviețuit deportării.
Spre sfârșitul războiului, familia Gatet a mers de multe ori la hotelul Lutetia⁠(d) din Paris, unde sosea majoritatea deportaților francezi supraviețuitori, în speranța că o va găsi acolo pe Laure, sau va afla știri despre ea. Hélène Solomon-Langevin⁠(d), o fostă camaradă de lagăr a Laurei, a fost cea care a anunțat-o pe soția profesorului Genevois despre moartea ei. Certificatul de deces a fost emis la 19 decembrie 1946, la Paris, datând oficial moartea Laurei Gatet pe 25 februarie 1943.

## Memoria Laurei Gatet

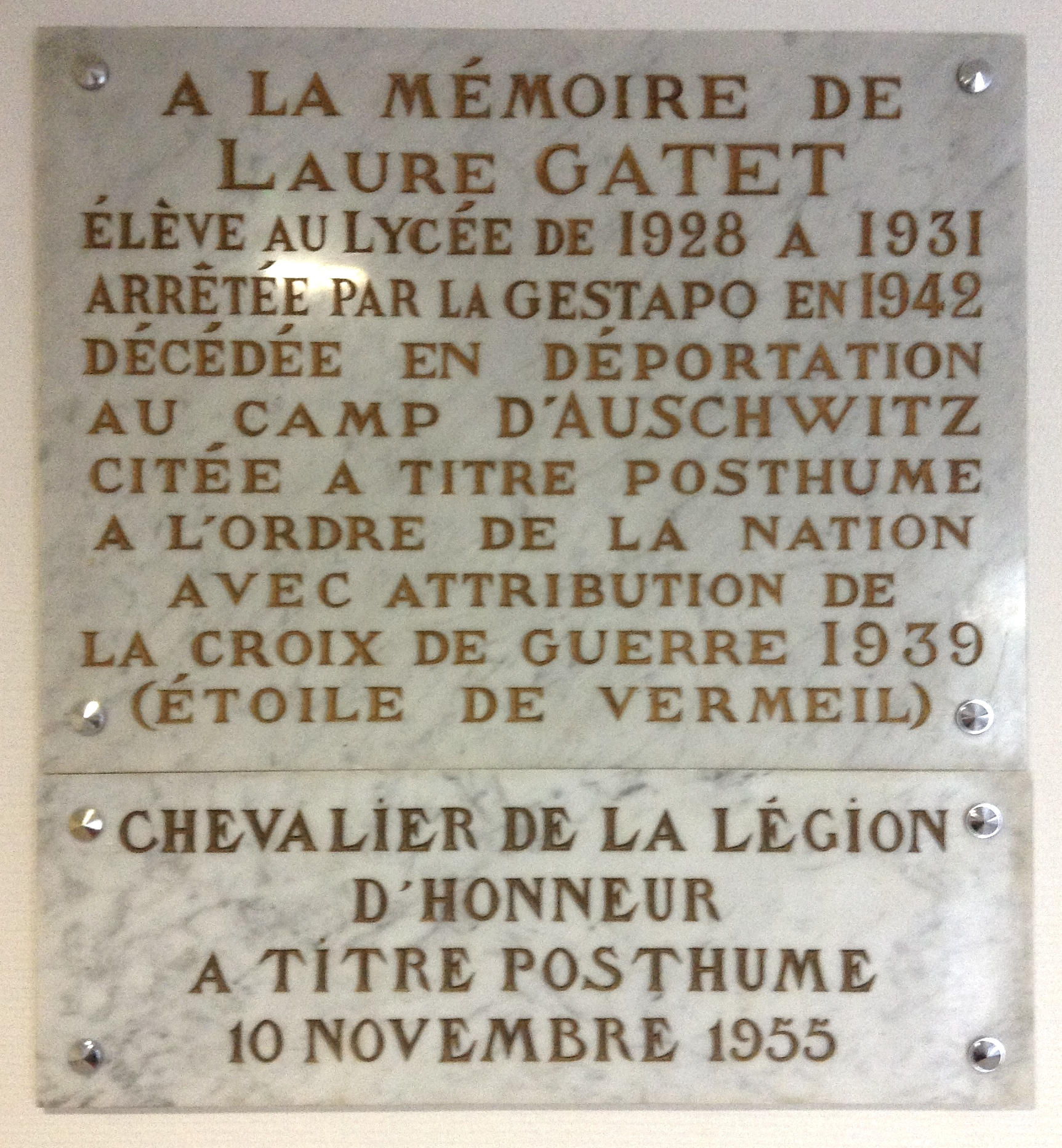
Placă comemorativă în memoria Laurei Gatet la Complexul Școlar „Laure Gatet” din Périgueux

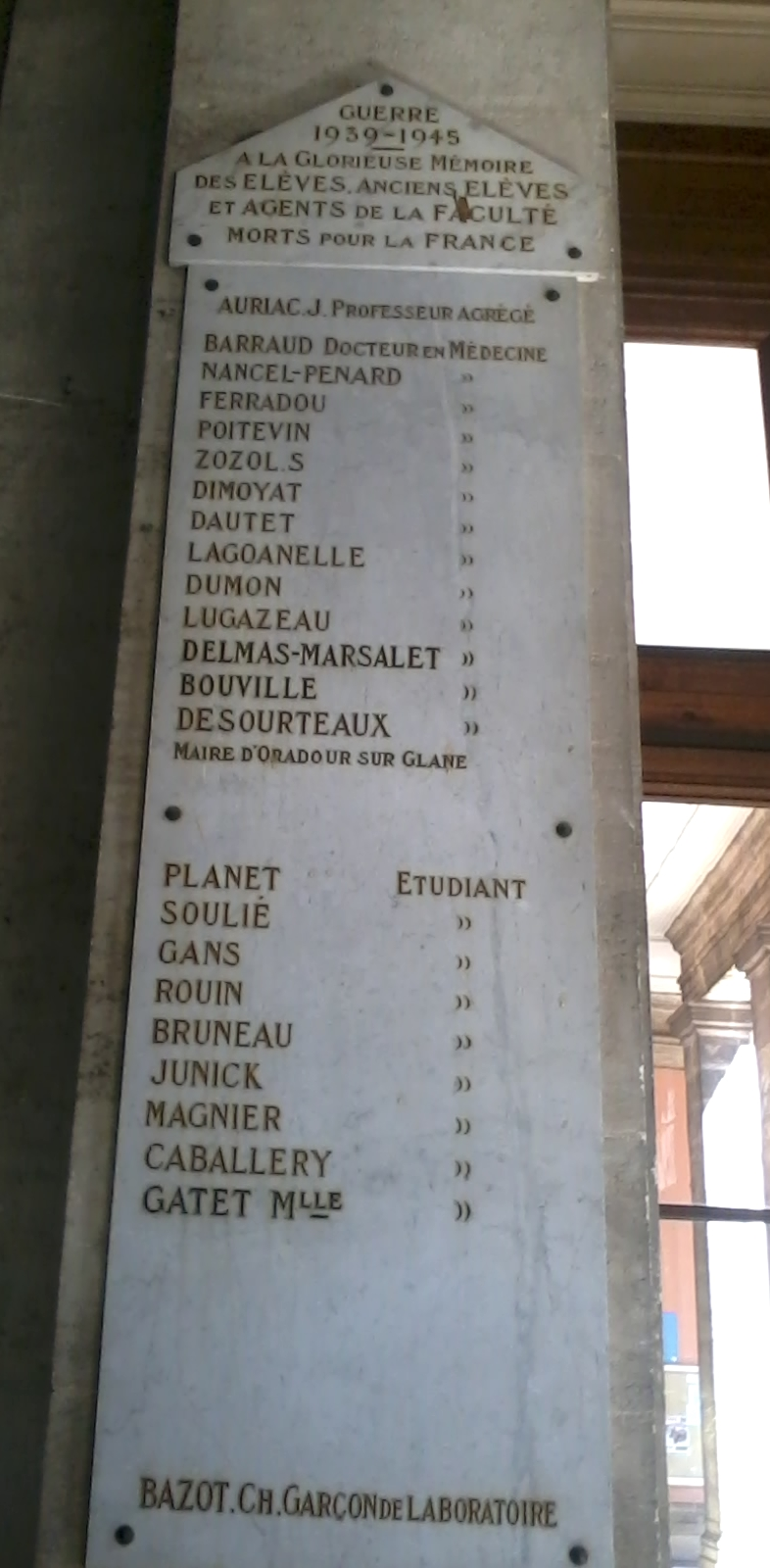
Placă comemorativă la Facultatea de Medicină din Bordeaux, în memoria studenților și salariaților căzuți pentru Franța în Al Doilea Război Mondial

La 15 ianuarie 1946 s-a ținut la catedrala Saint-André din Bordeaux o celebrare religioasă de omagiere a victimelor din Rezistență cu menționarea și a Laurei Gatet, la care au participat personalități politice de vază. La 8 martie 1946, prin hotărârea generalului de Gaulle, Laure Gatet a fost decorată post-mortem cu Crucea de Război 1939-1945⁠(d) cu frunze de palmier. La 24 mai 1947 a fost avansată la gradul de sublocotenent de către ministrul apărării. La 16 iunie 1953 a primit oficial statutul de „deportat rezistent” din partea Direcției Departamentele pentru Veterani din Limoges. La 10 noiembrie 1955 a fost numită cavaler al Legiunii de Onoare de către René Coty, președintele republicii, care i-a atribuit de asemenea Medalia Rezistenței Franceze⁠(d). Din 9 septembrie 1992, pe certificatul de deces al Laurei Gatet figurează mențiunea „decedată în deportare”.
După război au apărut amintiri care evocă figura Laurei Gatet. Jean Cayrol (fratele lui Pierre Cayrol, colegul de laborator și camaradul din Rezistență al Laurei, cel care a introdus-o în rețea) descrie în revista literară Europe condițiile de viață din lagăre. O omagiază pe Laure sub titlul L'Homme et l'arbre pour Laure Gatet martyre de la résistance (Omul și arborele pentru Laure Gatet, martiră a Rezistenței). Gilbert Renault⁠(d), colonel Rémy (unul din pseudonimele sale din clandestinitate), organizatorul trimis de la Londra al Confreriei Notre-Dame, o evocă în mai multe scrieri, mai ales în Les Mains jointes (Cu mâinile împreunate), volumul al VI-lea, apărut în 1948, al seriei Mémoires d'un agent secret de la France libre (Memoriile unui agent secret al Franței Libere).

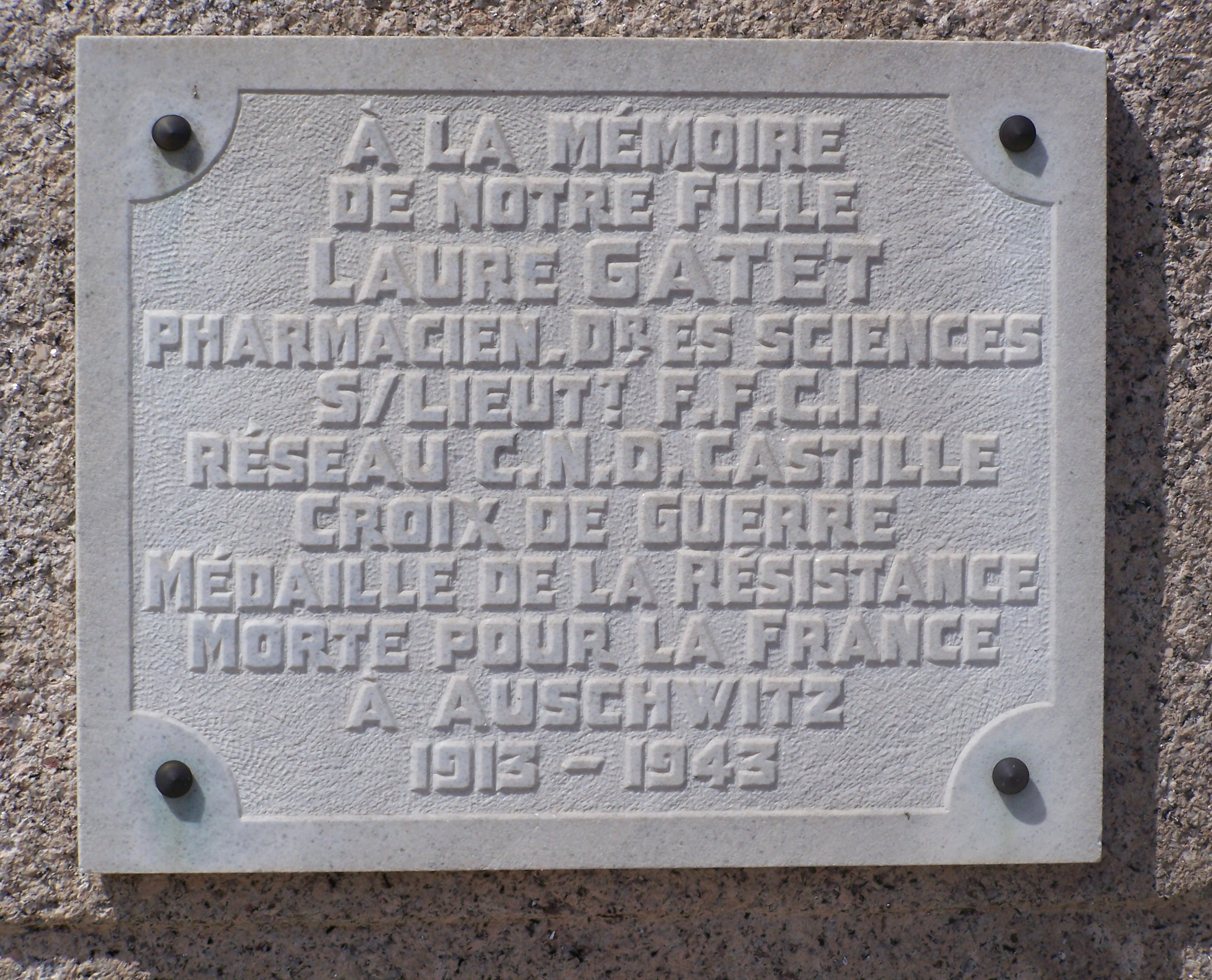
Placă comemorativă dedicată Laurei Gatet în cimitirul din Boussac-Bourg

Au fost aduse și alte omagii Laurei Gatet. Fostul colegiu de fete din Périgueux pe care l-a frecventat, devenit liceu de fete în 1937, a primit la 11 iunie 1969, numele „Laure Gatet”. Din 2 octombrie 1951, strada din Bordeaux pe care a fost arestată poartă numele ei. Acesta apare și pe o placă comemorativă din holul fostei Facultăți de Medicină și Farmacie din Bordeaux, în memoria studenților și salariaților morți pentru Franța. O stelă în onoarea ei a fost ridicată în 1997 aproape de casa în care s-a născut.
La 18 martie 2013 a avut loc la instituția devenită între timp Complexul Școlar „Laure Gatet”, o expoziție despre viața rezistentei, cu ocazia centenarului nașterii sale.
Printre evenimentele organizate de orașul Périgueux în cadrul Zilei Internaționale a Femeii din 2021, a fost consacrată o videoconferință femeilor de vază din Périgord, printre care Laure Gatet.

## Decorații
Au fost acordate post-mortem Laurei Gatet următoarele decorații:
- Crucea de Război 1939-1945⁠(d) (decizia generalului de Gaulle din 8 martie 1946)[56];
- Medalia Deportării și Internării pentru Fapte de Rezistență⁠(d) (odată cu acordarea statutului de deportat rezistent recunoscut la 16 iunie 1953)[57];
- Cavaler al Legiunii de Onoare (decretul din 10 noiembrie 1955)[57];
- Medalia Rezistenței Franceze⁠(d) (decretul din 10 noiembrie 1955)[57].